# Kunersdorfer See
Kunersdorfer See (dosł. Jezioro Kunowickie) – jezioro na północnym skraju Frankfurtu nad Odrą, przy drodze krajowej B112 w kierunku Lebus.
Jego powierzchnia wynosi 2,93 ha.